# بالاكانسترو كانتو
بالاكانسترو كانتو (بالإيطالية: Pallacanestro Cantù)‏ هو فريق كرة سلة إيطالي تأسس في 1936 يقع في كانتو، كومو، إيطاليا. يلعب في ليغا باسكيت الدرجة الأولى.

## وصلات خارجية
- الموقع الإلكتروني